# Xicot

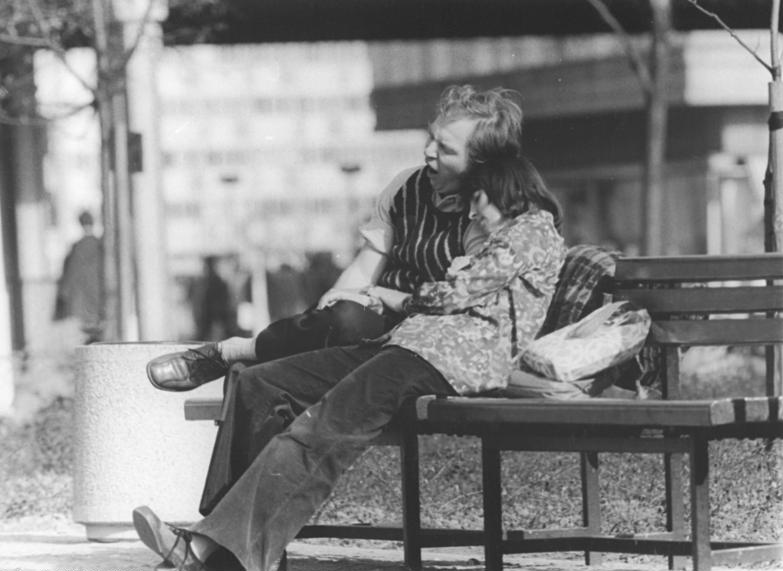
Una dona amb el seu xicot

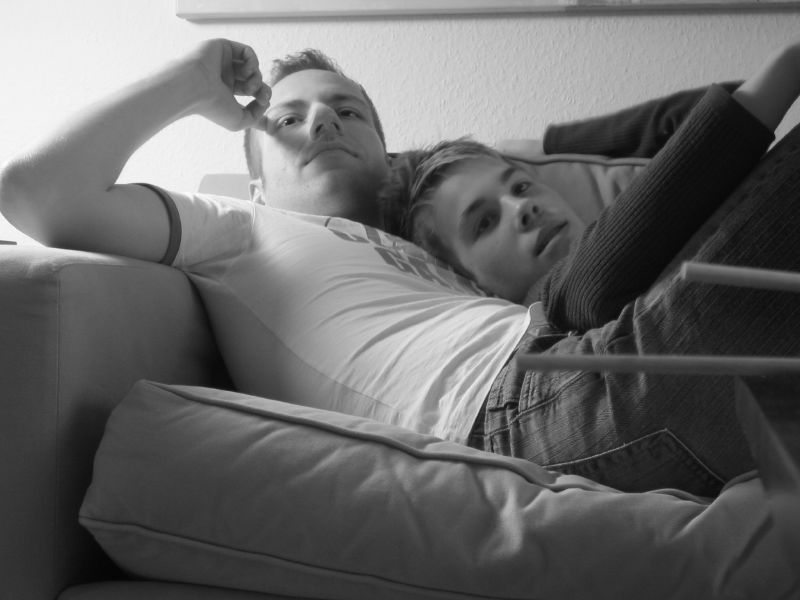
Un home amb el seu xicot.

Un xicot o nóvio és un amic o conegut, sovint en concret un company regular amb el qual un està relacionat platònicament, romànticament o sexualment. Normalment és una relació de compromís a curt termini, mentre que altres títols (per exemple, "espòs" o "parella") s'utilitzen més comunament per a les relacions compromeses a llarg termini.
"Xicot" i "company" signifiquen coses diferents a persones diferents; les distincions entre els termes són subjectives. Com s'utilitza el terme finalment serà determinat per la preferència personal.
Un estudi de 2005 a 115 persones d'entre 21 i 35 anys que vivien o havien viscut amb una parella romàntica assenyala que en molts casos la manca de termes adequats condueix a situacions incòmodes, com que algú es molesti per no ser presentat en situacions socials per evitar la pregunta.